# Mario Gavranović
Mario Gavranović (Lugano, 24 novembre 1989) è un ex calciatore svizzero, di ruolo attaccante.

## Biografia
È nato a Lugano da famiglia di etnia croato-bosniaca proveniente da Gradačac, nell'attuale Bosnia Erzegovina; i genitori arrivarono in Svizzera nel 1988, un anno prima della sua nascita. Possiede per questo, oltre a quella svizzera, anche la cittadinanza croata.

## Carriera

### Club
Cresciuto nelle giovanili del Team Ticino, squadra dilettantistica del cantone omonimo, nel 2006 si trasferisce al Lugano, dove fa il suo esordio nella partita di Challenge League Lugano-YF Juventus (2-2). Nella stagione successiva arriva anche la prima rete in carriera, nella partita Lugano-Yverdon (2-1). Al termine della stagione totalizza 21 presenze in campionato segnando 8 reti.
Nella stagione 2008-2009 si trasferisce all'Yverdon. Arrivano diverse convocazioni con l'Under-20 e riesce a segnare la prima rete all'esordio con l'Under-21 contro i parietà austriaci. Nel 2009-2010 viene ceduto in prestito al Neuchâtel Xamax società militante in Super League; con la sua nuova squadra fa il suo esordio nel massimo campionato svizzero contro il Bellinzona, segnando anche una rete.
A gennaio 2010 torna all'Yverdon, dove tuttavia non scende in campo perché viene acquistato a febbraio dallo Schalke 04, che versa nella casse del club svizzero 1,6 milioni di euro. Con il club di Gelsenkirchen scende in campo in due occasioni nella Bundesliga e con la squadra riserve gioca 3 partite segnando una rete nella Regionalliga West. Nel 2010-2011 totalizza 8 presenze in campionato e fa il suo esordio in Champions League contro il Valencia, riuscendo a segnare la prima rete all'esordio.
Durante l'estate 2012 approda allo Zurigo. Dopo la partita di campionato contro lo Young Boys svoltasi a Berna il 29 settembre, viene sospeso per tre settimane per motivi disciplinari dal suo club, dopo un diverbio con Massimo Rizzo, l'assistente del suo allenatore Urs Meier.
Dopo una carriera che culmina con il gol al novantesimo minuto dell'incontro valido per gli ottavi di finale di Euro 2020 contro la Francia e che proietterà la Svizzera ai quarti di finale, Mario Gavranović approda al Mendrisio nel 2024.

### Nazionale
Dopo aver manifestato più volte l'intenzione di giocare con la nazionale croata senza aver ottenuto però la convocazione, nel marzo 2011 viene convocato nella prima squadra della nazionale svizzera dal CT Ottmar Hitzfeld. Esordisce nell'incontro del 26 marzo 2011 contro la Bulgaria e segna la sua prima rete in nazionale il 15 agosto 2012, realizzando una doppietta nella sfida contro la Croazia. Fa parte della selezione elvetica per il mondiale 2014.
Successivamente, dopo essere stato escluso dai convocati per Euro 2016, viene convocato per il mondiale 2018 e per Euro 2021; nell'amichevole disputata prima di quest'ultima manifestazione contro il Liechtenstein, vinta per 7-0, il 3 giugno ha realizzato la sua prima tripletta in nazionale. Nel corso del torneo va a segno nel pareggio per 3-3 contro la Francia realizzando il terzo gol degli elvetici nel finale; al termine dei supplementari la partita finisce 3-3, e ai rigori gli elvetici hanno la meglio con Gavranović che ha realizzato il suo tiro. Il cammino degli elvetici si conclude al turno successivo (ovvero ai quarti) ai rigori contro la Spagna nonostante lui avesse realizzato il suo tiro dal dischetto. Annuncia il ritiro dalla nazionale il 15 settembre 2022.

## Statistiche

### Presenze e reti nei club
| Stagione               | Squadra                | Campionato             | Campionato | Campionato | Coppe nazionali | Coppe nazionali | Coppe nazionali | Coppe continentali | Coppe continentali | Coppe continentali | Altre coppe | Altre coppe | Altre coppe | Totale | Totale |
| Stagione               | Squadra                | Comp                   | Pres       | Reti       | Comp            | Pres            | Reti            | Comp               | Pres               | Reti               | Comp        | Pres        | Reti        | Pres   | Reti   |
| ---------------------- | ---------------------- | ---------------------- | ---------- | ---------- | --------------- | --------------- | --------------- | ------------------ | ------------------ | ------------------ | ----------- | ----------- | ----------- | ------ | ------ |
| 2006-2007              | Lugano                 | CL                     | 2          | 0          | -               | -               | -               | -                  | -                  | -                  | -           | -           | -           | 2      | 0      |
| 2007-2008              | Lugano                 | CL                     | 21         | 8          | CS              | 1               | 0               | -                  | -                  | -                  | -           | -           | -           | 22     | 8      |
| Totale Lugano          | Totale Lugano          | Totale Lugano          | 23         | 8          | -               | 1               | 0               | -                  | -                  | -                  | -           | -           | -           | 24     | 8      |
| 2008-2009              | Yverdon                | CL                     | 20         | 8          | CS              | 2               | 0               | -                  | -                  | -                  | -           | -           | -           | 22     | 8      |
| 2009-gen. 2010         | Neuchâtel Xamax        | SL                     | 17         | 8          | CS              | 3               | 2               | -                  | -                  | -                  | -           | -           | -           | 20     | 10     |
| gen.-giu. 2010         | Schalke 04 II          | RL                     | 3          | 1          | -               | -               | -               | -                  | -                  | -                  | -           | -           | -           | 3      | 1      |
| 2010-2011              | Schalke 04 II          | RL                     | 2          | 1          | -               | -               | -               | -                  | -                  | -                  | -           | -           | -           | 2      | 1      |
| Totale Schalke 04 II   | Totale Schalke 04 II   | Totale Schalke 04 II   | 5          | 2          | -               | -               | -               | -                  | -                  | -                  | -           | -           | -           | 5      | 2      |
| gen.-giu. 2010         | Schalke 04             | BL                     | 2          | 0          | -               | -               | -               | -                  | -                  | -                  | -           | -           | -           | 2      | 0      |
| 2010-2011              | Schalke 04             | BL                     | 8          | 0          | CG              | 1               | 1               | UCL                | 1                  | 1                  | -           | -           | -           | 10     | 2      |
| ago. 2011              | Schalke 04             | BL                     | 0          | 0          | CG              | 1               | 2               | UEL                | 1                  | 0                  | SG          | 0           | 0           | 2      | 2      |
| Totale Schalke 04      | Totale Schalke 04      | Totale Schalke 04      | 10         | 0          | -               | 2               | 3               | -                  | 2                  | 1                  | -           | 0           | 0           | 14     | 4      |
| ago. 2011-2012         | Magonza                | BL                     | 5          | 0          | CG              | 1               | 0               | -                  | -                  | -                  | -           | -           | -           | 6      | 0      |
| 2012-2013              | Zurigo                 | SL                     | 32         | 9          | CS              | 4               | 6               | -                  | -                  | -                  | -           | -           | -           | 36     | 15     |
| 2013-2014              | Zurigo                 | SL                     | 31         | 13         | CS              | 6               | 4               | UEL                | 2                  | 0                  | -           | -           | -           | 39     | 17     |
| 2014-2015              | Zurigo                 | SL                     | 11         | 1          | CS              | 2               | 0               | UEL                | 0                  | 0                  | -           | -           | -           | 13     | 1      |
| 2015-gen. 2016         | Zurigo                 | SL                     | 16         | 3          | CS              | 4               | 1               | UEL                | 2                  | 0                  | -           | -           | -           | 22     | 4      |
| Totale Zurigo          | Totale Zurigo          | Totale Zurigo          | 90         | 26         |                 | 16              | 11              |                    | 4                  | 0                  |             | -           | -           | 110    | 37     |
| gen.-giu. 2016         | Rijeka                 | 1. HNL                 | 13         | 7          | HNK             | 2               | 0               | UEL                | -                  | -                  | -           | -           | -           | 15     | 7      |
| 2016-2017              | Rijeka                 | 1. HNL                 | 29         | 11         | HNK             | 5               | 7               | UEL                | 2                  | 0                  | -           | -           | -           | 36     | 18     |
| 2017-gen. 2018         | Rijeka                 | 1. HNL                 | 17         | 7          | HNK             | 2               | 2               | UCL+UEL            | 6+4                | 3+3                | -           | -           | -           | 29     | 15     |
| Totale Rijeka          | Totale Rijeka          | Totale Rijeka          | 59         | 25         |                 | 9               | 9               |                    | 12                 | 6                  |             | -           | -           | 80     | 40     |
| gen.-giu. 2018         | Dinamo Zagabria        | 1. HNL                 | 15         | 8          | CC              | 2               | 1               | UEL                | -                  | -                  | -           | -           | -           | 17     | 9      |
| 2018-2019              | Dinamo Zagabria        | 1. HNL                 | 24         | 9          | CC              | 3               | 1               | UCL+UEL            | 5+8                | 1+1                | -           | -           | -           | 40     | 12     |
| 2019-2020              | Dinamo Zagabria        | 1. HNL                 | 19         | 4          | CC              | 3               | 3               | UCL                | 8                  | 0                  | SC          | 1           | 0           | 31     | 7      |
| 2020-2021              | Dinamo Zagabria        | 1. HNL                 | 28         | 17         | CC              | 3               | 1               | UCL+UEL            | 2+8                | 0+1                | -           | -           | -           | 41     | 19     |
| ago. 2021              | Dinamo Zagabria        | 1. HNL                 | 3          | 1          | CC              | 0               | 0               | UCL                | 2                  | 0                  | -           | -           | -           | 5      | 1      |
| Totale Dinamo Zagabria | Totale Dinamo Zagabria | Totale Dinamo Zagabria | 89         | 39         |                 | 11              | 6               |                    | 33                 | 3                  |             | 1           | 0           | 134    | 48     |
| 2021-2022              | Kayserispor            | SL                     | 26         | 10         | TK              | 4               | 2               | -                  | -                  | -                  | -           | -           | -           | 30     | 12     |
| 2022-2023              | Kayserispor            | SL                     | 22         | 5          | TK              | 3               | 0               | -                  | -                  | -                  | -           | -           | -           | 25     | 5      |
| Totale Kayserispor     | Totale Kayserispor     | Totale Kayserispor     | 48         | 15         |                 | 7               | 2               |                    | -                  | -                  |             | -           | -           | 55     | 17     |
| gen.-giu. 2024         | Mendrisio              | PLC                    | 3          | 0          | CS              | -               | -               | -                  | -                  | -                  | -           | -           | -           | 3      | 0      |
| Totale carriera        | Totale carriera        | Totale carriera        | 369        | 131        |                 | 52              | 33              |                    | 51                 | 10                 |             | 1           | 0           | 473    | 174    |

### Cronologia presenze e reti in nazionale
| Cronologia completa delle presenze e delle reti in nazionale ― Svizzera | Cronologia completa delle presenze e delle reti in nazionale ― Svizzera | Cronologia completa delle presenze e delle reti in nazionale ― Svizzera | Cronologia completa delle presenze e delle reti in nazionale ― Svizzera | Cronologia completa delle presenze e delle reti in nazionale ― Svizzera | Cronologia completa delle presenze e delle reti in nazionale ― Svizzera | Cronologia completa delle presenze e delle reti in nazionale ― Svizzera | Cronologia completa delle presenze e delle reti in nazionale ― Svizzera |
| Data                                                                    | Città                                                                   | In casa                                                                 | Risultato                                                               | Ospiti                                                                  | Competizione                                                            | Reti                                                                    | Note                                                                    |
| ----------------------------------------------------------------------- | ----------------------------------------------------------------------- | ----------------------------------------------------------------------- | ----------------------------------------------------------------------- | ----------------------------------------------------------------------- | ----------------------------------------------------------------------- | ----------------------------------------------------------------------- | ----------------------------------------------------------------------- |
| 26-3-2011                                                               | Sofia                                                                   | Bulgaria                                                                | 0 – 0                                                                   | Svizzera                                                                | Qual. Euro 2012                                                         | -                                                                       | 77’                                                                     |
| 10-8-2011                                                               | Vaduz                                                                   | Liechtenstein                                                           | 1 – 2                                                                   | Svizzera                                                                | Amichevole                                                              | -                                                                       | 63’                                                                     |
| 15-8-2012                                                               | Spalato                                                                 | Croazia                                                                 | 2 – 4                                                                   | Svizzera                                                                | Amichevole                                                              | 2                                                                       | 46’                                                                     |
| 12-10-2012                                                              | Berna                                                                   | Svizzera                                                                | 1 – 1                                                                   | Norvegia                                                                | Qual. Mondiali 2014                                                     | 1                                                                       | 71’                                                                     |
| 16-10-2012                                                              | Reykjavík                                                               | Islanda                                                                 | 0 – 2                                                                   | Svizzera                                                                | Qual. Mondiali 2014                                                     | 1                                                                       | 83’                                                                     |
| 6-2-2013                                                                | Il Pireo                                                                | Grecia                                                                  | 0 – 0                                                                   | Svizzera                                                                | Amichevole                                                              | -                                                                       | 68’                                                                     |
| 8-6-2013                                                                | Ginevra                                                                 | Svizzera                                                                | 1 – 0                                                                   | Cipro                                                                   | Qual. Mondiali 2014                                                     | -                                                                       |                                                                         |
| 14-8-2013                                                               | Basilea                                                                 | Svizzera                                                                | 1 – 0                                                                   | Brasile                                                                 | Amichevole                                                              | -                                                                       | 75’                                                                     |
| 15-11-2013                                                              | Seul                                                                    | Corea del Sud                                                           | 2 – 1                                                                   | Svizzera                                                                | Amichevole                                                              | -                                                                       | 73’                                                                     |
| 5-3-2014                                                                | San Gallo                                                               | Svizzera                                                                | 2 – 2                                                                   | Croazia                                                                 | Amichevole                                                              | -                                                                       | 79’                                                                     |
| 3-6-2014                                                                | Lucerna                                                                 | Svizzera                                                                | 2 – 0                                                                   | Perù                                                                    | Amichevole                                                              | -                                                                       |                                                                         |
| 23-3-2018                                                               | Atene                                                                   | Grecia                                                                  | 0 – 1                                                                   | Svizzera                                                                | Amichevole                                                              | -                                                                       | 61’                                                                     |
| 27-3-2018                                                               | Basilea                                                                 | Svizzera                                                                | 6 – 0                                                                   | Panama                                                                  | Amichevole                                                              | 1                                                                       | 58’                                                                     |
| 8-6-2018                                                                | Lugano                                                                  | Svizzera                                                                | 2 – 0                                                                   | Giappone                                                                | Amichevole                                                              | -                                                                       | 64’                                                                     |
| 22-6-2018                                                               | Kaliningrad                                                             | Serbia                                                                  | 1 – 2                                                                   | Svizzera                                                                | Mondiali 2018 - 1º turno                                                | -                                                                       | 46’                                                                     |
| 27-6-2018                                                               | Nižnij Novgorod                                                         | Svizzera                                                                | 2 – 2                                                                   | Costa Rica                                                              | Mondiali 2018 - 1º turno                                                | -                                                                       | 69’                                                                     |
| 11-9-2018                                                               | Leicester                                                               | Inghilterra                                                             | 1 – 0                                                                   | Svizzera                                                                | Amichevole                                                              | -                                                                       | 66’                                                                     |
| 12-10-2018                                                              | Bruxelles                                                               | Belgio                                                                  | 2 – 1                                                                   | Svizzera                                                                | UEFA Nations League 2018-2019 - 1º turno                                | 1                                                                       | 69’                                                                     |
| 15-10-2018                                                              | Reykjavík                                                               | Islanda                                                                 | 1 – 2                                                                   | Svizzera                                                                | UEFA Nations League 2018-2019 - 1º turno                                | -                                                                       | 69’                                                                     |
| 14-11-2018                                                              | Lugano                                                                  | Svizzera                                                                | 0 – 1                                                                   | Qatar                                                                   | Amichevole                                                              | -                                                                       | 46’                                                                     |
| 23-3-2019                                                               | Tbilisi                                                                 | Georgia                                                                 | 0 – 2                                                                   | Svizzera                                                                | Qual. Euro 2020                                                         | -                                                                       | 61’                                                                     |
| 8-9-2019                                                                | Sion                                                                    | Svizzera                                                                | 4 – 0                                                                   | Gibilterra                                                              | Qual. Euro 2020                                                         | 1                                                                       | 55’                                                                     |
| 7-10-2020                                                               | San Gallo                                                               | Svizzera                                                                | 1 – 2                                                                   | Croazia                                                                 | Amichevole                                                              | 1                                                                       |                                                                         |
| 10-10-2020                                                              | Madrid                                                                  | Spagna                                                                  | 1 – 0                                                                   | Svizzera                                                                | UEFA Nations League 2020-2021 - 1º turno                                | -                                                                       | 86’                                                                     |
| 13-10-2020                                                              | Colonia                                                                 | Germania                                                                | 3 – 3                                                                   | Svizzera                                                                | UEFA Nations League 2020-2021 - 1º turno                                | 2                                                                       | 50’ 77’                                                                 |
| 11-11-2020                                                              | Lovanio                                                                 | Belgio                                                                  | 2 – 1                                                                   | Svizzera                                                                | Amichevole                                                              | -                                                                       | 69’                                                                     |
| 25-3-2021                                                               | Sofia                                                                   | Bulgaria                                                                | 1 – 3                                                                   | Svizzera                                                                | Qual. Mondiali 2022                                                     | -                                                                       | 86’                                                                     |
| 28-3-2021                                                               | San Gallo                                                               | Svizzera                                                                | 1 – 0                                                                   | Lituania                                                                | Qual. Mondiali 2022                                                     | -                                                                       | 65’                                                                     |
| 31-3-2021                                                               | San Gallo                                                               | Svizzera                                                                | 3 – 2                                                                   | Finlandia                                                               | Amichevole                                                              | 1                                                                       | 67’                                                                     |
| 3-6-2021                                                                | San Gallo                                                               | Svizzera                                                                | 7 – 0                                                                   | Liechtenstein                                                           | Amichevole                                                              | 3                                                                       |                                                                         |
| 12-6-2021                                                               | Baku                                                                    | Galles                                                                  | 1 – 1                                                                   | Svizzera                                                                | Euro 2020 - 1º turno                                                    | -                                                                       | 84’                                                                     |
| 16-6-2021                                                               | Roma                                                                    | Italia                                                                  | 3 – 0                                                                   | Svizzera                                                                | Euro 2020 - 1º turno                                                    | -                                                                       | 46’ 49’                                                                 |
| 20-6-2021                                                               | Baku                                                                    | Svizzera                                                                | 3 – 1                                                                   | Turchia                                                                 | Euro 2020 - 1º turno                                                    | -                                                                       | 75’                                                                     |
| 28-6-2021                                                               | Bucarest                                                                | Francia                                                                 | 3 – 3 dts (4 – 5 dtr)                                                   | Svizzera                                                                | Euro 2020 - Ottavi di finale                                            | 1                                                                       | 73’                                                                     |
| 2-7-2021                                                                | San Pietroburgo                                                         | Svizzera                                                                | 1 – 1 dts (1 – 3 dtr)                                                   | Spagna                                                                  | Euro 2020 - Quarti di finale                                            | -                                                                       | 82’ 120+1’                                                              |
| 12-10-2021                                                              | Vilnius                                                                 | Lituania                                                                | 0 – 4                                                                   | Svizzera                                                                | Qual. Mondiali 2022                                                     | 1                                                                       | 76’                                                                     |
| 15-11-2021                                                              | Lucerna                                                                 | Svizzera                                                                | 4 – 0                                                                   | Bulgaria                                                                | Qual. Mondiali 2022                                                     | -                                                                       | 68’                                                                     |
| 26-3-2022                                                               | Londra                                                                  | Inghilterra                                                             | 2 – 1                                                                   | Svizzera                                                                | Amichevole                                                              | -                                                                       | 79’                                                                     |
| 29-3-2022                                                               | Zurigo                                                                  | Svizzera                                                                | 1 – 1                                                                   | Kosovo                                                                  | Amichevole                                                              | -                                                                       | 63’                                                                     |
| 2-6-2022                                                                | Praga                                                                   | Rep. Ceca                                                               | 2 – 1                                                                   | Svizzera                                                                | UEFA Nations League 2022-2023 - 1º turno                                | -                                                                       | 90+2’                                                                   |
| 5-6-2022                                                                | Lisbona                                                                 | Portogallo                                                              | 4 – 0                                                                   | Svizzera                                                                | UEFA Nations League 2022-2023 - 1º turno                                | -                                                                       | 81’                                                                     |
| Totale                                                                  |                                                                         | Presenze                                                                | 41                                                                      |                                                                         | Reti                                                                    | 16                                                                      |                                                                         |

## Palmarès
- Coppa di Germania: 1

Schalke 04: 2010-2011
- Supercoppa di Germania: 1

Schalke 04: 2011
- Coppa Svizzera: 1

Zurigo: 2013-2014
- Campionato croato: 5

Rijeka: 2016-2017
Dinamo Zagabria: 2017-2018, 2018-2019, 2019-2020, 2020-2021
- Coppa di Croazia: 3

Rijeka: 2016-2017
Dinamo Zagabria: 2017-2018, 2020-2021
- Supercoppa di Croazia: 1

Dinamo Zagabria: 2019